# General Belgrano (município)
General Belgrano (partido) é um partido (município) da província de Buenos Aires, na Argentina. Possuía, de acordo com estimativa de 2019, 19.123 habitantes.